# Lijst van Nederlandse kampioenen triatlon op de lange afstand
Dit is een lijst van Nederlandse kampioenen triatlon op de lange afstand. Het kampioenschap wordt traditioneel gecombineerd met een reeds bestaande triatlon, meestal de Triatlon van Almere of de Triatlon van Stein. Aan de wedstrijden doen dan ook buitenlandse triatleten mee, maar die komen niet in aanmerking voor de medailles. Wanneer het kampioenschap in Almere wordt gehouden is het een hele triatlon over de Ironman-afstand: 3,8 km zwemmen, 180 km fietsen en een marathon (42,195 km) hardlopen; in Stein echter zijn de afstanden: 3 km zwemmen, 110 km fietsen en 30 km hardlopen.

## Mannen
2024 in Almere
1. Milan Brons 07:51:28
2. Pim van Diemen 08:02:00
3. Robert de Korte 08:12:40

2023 in Almere
1. Menno Koolhaas 07:36:36
2. Milan Brons 07:49:49
3. Pim van Diemen 07:59:04

2022 in Almere
1. Niek Heldoorn 08:00:38
2. Tristan Olij 08:03:39
3. Milan Brons 08:09:18

2021 in Almere
1. Evert Scheltinga 07:49:32
2. Milan Brons 08:00:49
3. Erik-Simon Strijk 08:16:00

2020
Niet georganiseerd wegens afgelasting.
2019 in Almere
1. Erik-Simon Strijk 08:21:28
2. Dirk Wijnalda 08:31:55
3. Sven Strijk 08:35:09

2018 in Maastricht
1. Dirk Wijnalda 8:58:06
2. Tom Oosterdijk 9:14:17
3. Erik Doornbos 9:21:14

2017 in Almere
1. Evert Scheltinga 08:12.37
2. Erik-Simon Strijk 08:21.05
3. Dirk Wijnalda 08:26.31

2016 in Almere
1. Dirk Wijnalda 8:14.48
2. Erik-Simon Strijk 8:24.46
3. Diederik Scheltinga 8:26.13

2015 in Almere
1. Mark Oude Bennink 8:18.14
2. Erik-Simon Strijk 8:22.29
3. Dirk Wijnalda 8:25.39

2014 in Almere
1. Dirk Wijnalda 8:33.09
2. Thijs Koelen 8:47.26
3. Bart Candel 8:50.29

2013 in Almere
1. Erik-Simon Strijk 8:45.48
2. Roeland Smits 8:50.43
3. Remy Vasseur 9:06.43

2012 in Almere
1. Dirk Wijnalda 8:09.07
2. Roeland Smits 8:09.57
3. Remy Vasseur 8:10.17

2011 in Almere
1. Dirk Wijnalda 8:32.36
2. Roeland Smits 8:38.01
3. Remy Vasseur 8:40.21

2010 in Stein
1. Sander Berk 5:37.25
2. Erik-Simon Strijk 5:39.05
3. Dirk Wijnalda 5:42.01

2009 in Almere
1. Dirk Wijnalda 8:39.41
2. Dave Rost 8:53.46
3. Jerzy Kasemier 8:57.02

2008 in Stein
1. Chris Brands 5:58.24
2. Dirk Wijnalda 6:00.16
3. Dave Rost 6:02.24

2007 in Almere
1. Chris Brands 8:24.51
2. Jerzy Kasemier 8.29.45
3. Bert Flier 8:34.36

2006 in Stein
1. Frank Heldoorn 5:42.48
2. Bas Borreman 5:49.25
3. Chris Brands 5:50.42

2005 in Almere
1. Frank Heldoorn 8:22.03
2. Chris Brands 8:28.04
3. Paul Verkleij 8:36.14

2004 in Stein
1. Chris Brands 5:47.09
2. Paul Verkleij 5:49.25
3. Jan van der Marel 5:52.42

2003 in Stein
1. Guido Gosselink 5:33.14
2. Casper van den Burgh 5:37.13
3. Frank Heldoorn 5:38.30

2002 in Almere
1. Bert Flier 8:53.58
2. Machiel Ittmann 8:55.19
3. Michael Krijnen 9:00.56

2001 in Almere
1. Bert Flier 8:32.03
2. Machiel Ittmann 8:32.15
3. Frank Heldoorn 8:38.57

2000 in Almere
1. Frank Heldoorn 8:25.20
2. Guido Gosselink 8:27.02
3. Bert Flier 8:28.59

1999 in Almere
1. Jan van der Marel 7:57.46
2. Menno Oudeman 8:05.44
3. Richard van Diesen 8:14.37

1998 in Almere
1. Jan van der Marel 8:11.32
2. Marcel Swart 8:32.08
3. Machiel Ittmann 8:35.07

1997 in Almere
1. Frank Heldoorn 8:02.58
2. Jan van der Marel 8:03.52
3. Machiel Ittmann 8:20.11

1996 in Almere
1. Jan van der Marel 8:01.13
2. Martin Breedijk 8:14.52
3. Machiel Ittmann 8:17.29

1995 in Almere
1. Frank Heldoorn 8:10.58
2. Jan van der Marel 8:18.34
3. Rob Barel 8:26.17

1994 in Almere
1. Frank Heldoorn 8:33.13
2. Jan van der Marel 8:37.00
3. Rik van Trigt 8:42.17

1993 in Almere
1. Jan van der Marel 8:16.21
2. Ben van Zelst 8:18.20
3. Rik van Trigt 8:19.21

1992 in Almere
1. Mark Koks 8:29.08
2. Henri Kiens 8:33.08
3. Rik van Trigt 8:41.03

1991 in Almere
1. Ben van Zelst 8:25.30
2. Jos Everts 8:30.20
3. Nick Marijnissen 8:39.04

1990 in Almere
1. Jos Everts 8:29.46
2. Ben van Zelst 8:40.19
3. Rik van Trigt 8:46.22

1989 in Almere
1. Axel Koenders 8:35.13
2. Ben van Zelst 8:40.16
3. Jos Everts 9:42.47

1988 in Almere
1. Ben van Zelst 8:35.13
2. Henri Kiens 8:51.09
3. Gregor Stam 9:08.56

1987 in Almere
1. Axel Koenders 8:58.46
2. Matthijs de Koning 9:12.16
3. Ben van Zelst 9:15.47

1986 in Almere
1. Axel Koenders 9:03.34
2. Gregor Stam 9:26.44
3. Jaap van den Berg 9:39.07

1985 in Almere
1. Gregor Stam 8:56.55
2. Rob Barel 9:05.19
3. Frank Huls 9:16.33

1984 in Almere
1. Axel Koenders 9:25.41
2. Gregor Stam 9:29.53
3. Rob Barel 9:32.42

1983 in Almere
1. Axel Koenders 9:58.27
2. Gregor Stam 10:12.39
3. Peter Zijerveld 10:33.04

1982 in Den Haag
1. Gregor Stam 10:25.40
2. Hans Dieben 10:33.00
3. Hylke Boerstra 10:41.00

1981 in Den Haag
1. Gregor Stam 11:11.00
2. Cees Vaneman 11:56.00
3. Er is geen derde Nederlander die finisht

## Vrouwen
2024 in Almere
1. Marlene de Boer 08:22:30
2. Heleen Moes 09:06:51
3. Dieuwertje Bax 09:14:41

2023 in Almere
1. Els Visser 08:36:24
2. Marlene de Boer 08:43:09
3. Dieuwertje Bax 09:25:37

2022 in Almere
1. Janien Lubben 09:31:09

2021 in Almere
1. Sarissa de Vries 08:32:04
2. Janien Lubben 09:36:32

2020
Niet georganiseerd wegens afgelasting.
2019 in Almere
1. Yvonne van Vlerken 08:56:10
2. Sarissa de Vries 09:12:29
3. Miriam van Reijen 09:18:40

2018 in Maastricht
1. Els Visser 9:31:06
2. Yvonne van Vlerken 9:34:55
3. Tessa Kortekaas 9:47:19

2017 in Almere
1. Yvonne van Vlerken 8:51:13
2. Sarissa de Vries 9:09:44
3. Corine Nelen 10:11:05

2016 in Almere
1. Mirjam Weerd 9:20.59
2. Lucie van Genugten 9:52.17
3. Carla van Rooijen 9:57.44

2015 in Almere
1. Irene Kinnegim 9:27.27
2. Carla van Rooijen 9:50.55
3. Grada Boschker 10:00.38

2014 in Almere
1. Heleen bij de Vaate 9:16.26
2. Tineke van den Berg 9:26.04
3. Nina Bakker 10:14.26

2013 in Almere
1. Irene Kinnegim 9:47.37
2. Heleen bij de Vaate 10:15.42
3. Carla van Rooijen 10:23.52

2012 in Almere
1. Heleen bij de Vaate 9:03.58
2. Irene Kinnegim 9:06.26
3. Carla van Rooijen 9:18.49

2011 in Almere
1. Sonja Jaarsveld 9:32.54
2. Hanneke de Boer 9:52.32
3. Corine Nelen 10:18.14

2011 in Stein
1. Heleen bij de Vaate 6:03.57
2. Sonja Jaarsveld 6:06.35
3. Eva Janssen 6:08.48

2009 in Almere
1. Irene Kinnegim 9:27.38
2. Carla van Rooijen 9:48.59
3. Angelique van der Linden 10:56.18

2008 in Stein
1. Mariska Kramer 6:28.49
2. Mirjam Weerd 6:38.04
3. Esther de Vries 6:42.57

2007 in Almere
1. Yvonne van Vlerken 8:57.54
2. Heleen bij de Vaate 9:12.07
3. Esther de Vries 9:51.21

2006 in Stein
1. Sione Jongstra 5:42.48
2. Heleen bij de Vaate 5:49.25
3. Marijke Zeekant 5:50.42

2005 in Almere
1. Cora Vlot 8:22.03
2. Esther de Vries 8:28.04
3. Gonny Rosendaal 8:36.14

2004 in Stein
1. Heleen bij de Vaate 6:23.57
2. Mariska Kramer 6:29.26
3. Cora Vlot 6:42.10

2003 in Stein
1. Sione Jongstra 6:21.05
2. Mariska Kramer 6:28.50
3. Cora Vlot 6:35.23

2002 in Almere
1. Cora Vlot 9:50.18
2. Mariska Kramer 10:20.09
3. Heleen bij de Vaate 10:40.21

2001 in Almere
1. Cora Vlot 9:45.28
2. Ilonka van der Meer 10:33.24
3. Minouche van der Plas 11:03.47

2000 in Almere
1. Cora Vlot 9:36.09
2. Mariska Postma 9:54.13
3. Geurie Vastenburg 10:00.39

1999 in Almere
1. Irma Heeren 8:56.23
2. Marijke Zeekant 9:23.38
3. Cora Vlot 9:24.00

1998 in Almere
1. Cora Vlot 9:22.34
2. Bianca van Dijk 9:41.13
3. Mariska Postma 9:54.57

1997 in Almere
1. Katinka Wiltenburg 9:12.52
2. Christine de Wit 9:27.33
3. Bianca van Dijk 9:28.33

1996 in Almere
1. Katinka Wiltenburg 8:56.57
2. Cora Vlot 9:41.56
3. Jitske Cats 9:54.53

1995 in Almere
1. Katinka Wiltenburg 9:02.32
2. Irma Heeren 9:26.36
3. Cora Vlot 9:44.09

1994 in Almere
1. Irma Heeren 9:46.25
2. Marijke Zeekant 10:14.11
3. Cora Vlot 10:19.26

1993 in Almere
1. Ada van Zwieten 9:37.11
2. Katinka Wiltenburg 9:39.04
3. Cora Vlot 9:39.43

1992 in Almere
1. Thea Sybesma 9:05.53
2. Inge Pool 9:30.15
3. Ada van Zwieten 9:36.39

1991 in Almere
1. Thea Sybesma 9:18.04
2. Ada van Zwieten 9:48.01
3. Katinka Wiltenburg 9:52.45

1990 in Almere
1. Thea Sybesma 9:20.35
2. Marie-Jose Dam 10:58.09
3. Gerda de Koning 11:08.29

1989 in Almere
1. Irma Zwartkruis 9:22.44
2. Thea Sybesma 9:37.06
3. Henny Verdonk 10:41.25

1988 in Almere
1. Irma Zwartkruis 9:54.42
2. Marjan Kiep 10:41.48
3. Marion van Boven 11:19.56

1987 in Almere
1. Ada van Zwieten 10:50.49
2. Henny Verdonk 11:27.04
3. Marjan Kiep 11:28.23

1986 in Almere
1. Carla Krauwel 11:32.50
2. Henny Verdonk 11:50.07
3. Marjan Kiep 11:55.06

1985 in Almere
1. Carla Krauwel 11:15.25
2. Marjan Kiep 11:39.12
3. Henny Fidder 12:07.08

1984 in Almere
1. Manna Helsloot 11:52.52
2. Geen andere vrouwelijke deelnemers
3. Geen andere vrouwelijke deelnemers

1983 in Almere
1. Conny van Diest 13:10.53
2. Geen andere vrouwelijke deelnemers
3. Geen andere vrouwelijke deelnemers

1982 in Den Haag
- Geen vrouwelijke deelnemers

1981 in Den Haag
- Geen vrouwelijke deelnemers